# Vicki Fergon
Vicki Fergon (Palo Alto, 29 september 1955) is een Amerikaanse golfprofessional die actief was op de LPGA Tour, van 1977 tot 2003, en de Legends Tour, in 2000.

## Loopbaan
In 1977 werd Fergon een golfprofessional en ze maakte meteen haar debuut op de LPGA Tour. In juli 1979 behaalde ze op de LPGA haar eerste profzege door het Lady Stroh's Open te winnen. Haar laatste LPGA-zege dateert van juli 1996 door het Michelob Light Heartland Classic te winnen.
In 2000 golfde ze tijdelijk op  de Legends Tour waar ze met de Shopko Great Lakes Classic haar enige golftoernooi van die tour won.

## Erelijst

### Professional
LPGA Tour
| Nr. | Datum         | Toernooi                         | Score           | Score | Info |
| --- | ------------- | -------------------------------- | --------------- | ----- | ---- |
| 1   | 1 juli 1979   | Lady Stroh's Open                | 73-69-73-69=284 | –4    |      |
| 2   | 22 april 1984 | S&H Golf Classic                 | 68-67-71-69=275 | –13   |      |
| 3   | 26 juli 1996  | Michelob Light Heartland Classic | 71-63-68-74=276 | –12   |      |

Legends Tour
- 2000: Shopko Great Lakes Classic

Futures Tour
- 2003: IOS Futures Golf Classic